# Premiul Nobel alternativ

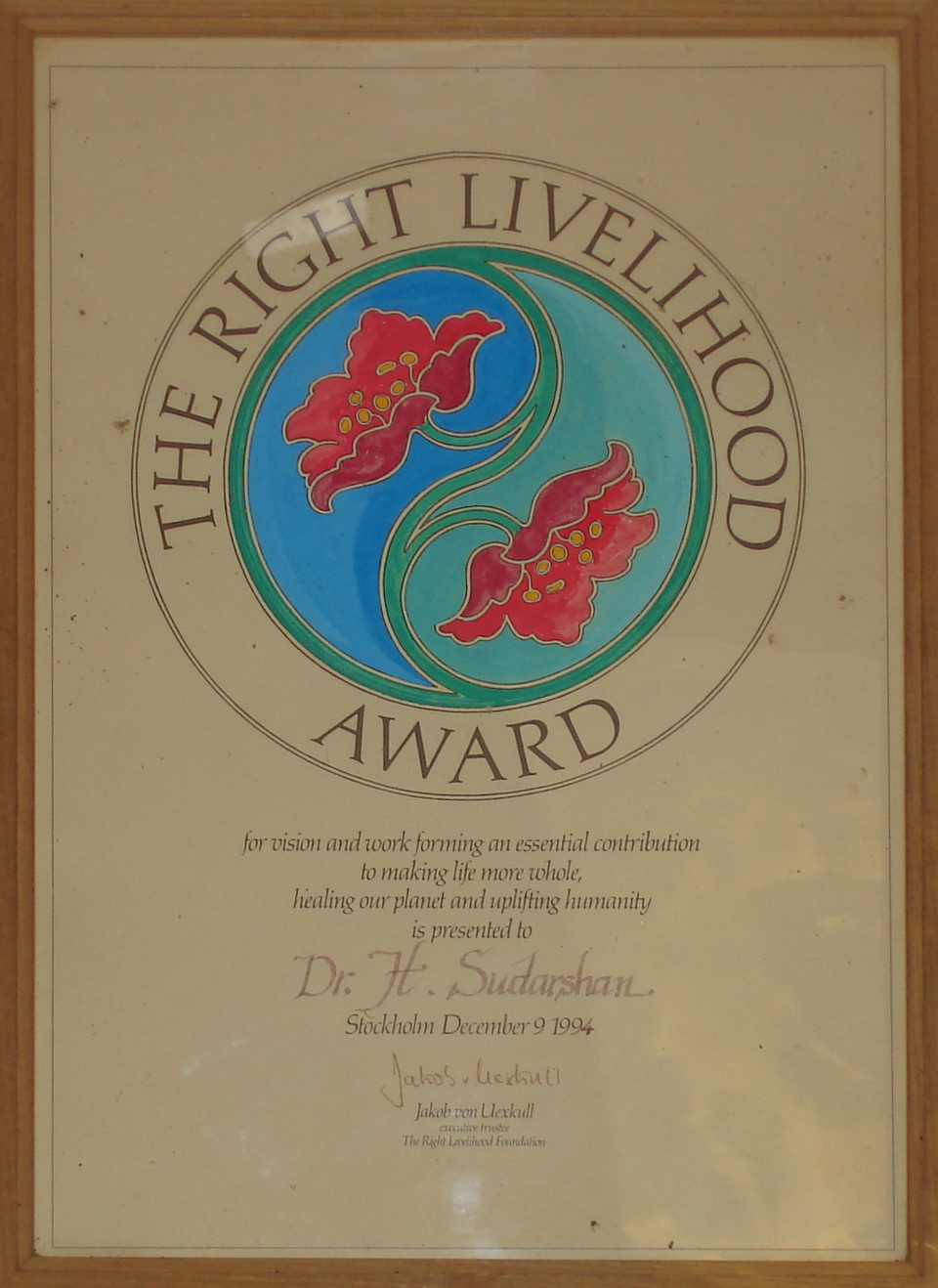

Premiul Pentru o viață mai bună (din engleză Right Livelihood Award) sau Premiul Nobel alternativ este un prestigios premiu internațional acordat celor care lucrează la soluții practice și exemplare ale provocărilor cele mai urgente cu care se confruntă lumea de astăzi. Premiul a fost înființat în 1980 de către Jakob von Uexkull și este acordat anual, la începutul lunii decembrie.

## Laureați
| An | Laureați                  | Țară                     |
| 1980 |                           |                          |
| --- | ------------------------- | ------------------------ |
| 1980 | Hassan Fathy              | Egipt                    |
| 1980 | Plenty International      | US · Guatemala · Lesotho |
| 1981 |                           |                          |
| Mike Cooley                                                                                                   | Regatul Unit              |                          |
| Bill Mollison                                                                                                 | Australia                 |                          |
| Patrick van Rensburg / Învățământ cu producție                                                                | Botswana · Africa de Sud  |                          |
| 1982 |                           |                          |
| Erik Dammann / Viitorul în mâinile noastre                                                                    | Norvegia                  |                          |
| Anwar Fazal                                                                                                   | Malaysia                  |                          |
| Petra Kelly                                                                                                   | Germania de Vest          |                          |
| Participatory Institute for Development Alternatives                                                          | Sri Lanka                 |                          |
| George Trevelyan                                                                                              | Regatul Unit              |                          |
| 1983 |                           |                          |
| Leopold Kohr                                                                                                  | Austria                   |                          |
| Amory Lovins și Hunter Lovins / Rocky Mountain Institute                                                      | SUA                       |                          |
| Manfred Max-Neef / CEPAUR                                                                                     | Chile                     |                          |
| Înaltul șef Ibedul Gibbons și Poporul din Belau                                                               | Palau                     |                          |
| 1984 |                           |                          |
| Imane Khalifeh                                                                                                | Liban                     |                          |
| Self-Employed Women's Association / Ela Bhatt                                                                 | India                     |                          |
| Winefreda Geonzon / Free Legal Assistance Volunteers' Association (FREE LAVA)                                 | Filipine                  |                          |
| Wangari Maathai / Green Belt Movement                                                                         | Kenya                     |                          |
| 1985 |                           |                          |
| Theo Van Boven                                                                                                | Țările de Jos             |                          |
| Cary Fowler (Rural Advancement Fund International)                                                            | SUA                       |                          |
| Pat Mooney (Rural Advancement Fund International)                                                             | Canada                    |                          |
| Lokayan / Rajni Kothari                                                                                       | India                     |                          |
| Duna Kör | Ungaria                   |                          |
| 1986 |                           |                          |
| Robert Jungk                                                                                                  | Austria                   |                          |
| Rosalie Bertell                                                                                               | Canada                    |                          |
| Alice Stewart                                                                                                 | Regatul Unit              |                          |
| Ladakh Ecological Development Group / Helena Norberg-Hodge                                                    | India                     |                          |
| Evaristo Nugkuag / AIDESEP                                                                                    | Peru                      |                          |
| 1987 |                           |                          |
| Johan Galtung                                                                                                 | Norvegia                  |                          |
| Chipko movement                                                                                               | India                     |                          |
| Hans-Peter Dürr / Global Challenges Network                                                                   | Germania de Vest          |                          |
| Institute for Food and Development Policy / Frances Moore Lappé                                               | SUA                       |                          |
| Mordechai Vanunu                                                                                              | Israel                    |                          |
| 1988 |                           |                          |
| International Rehabilitation and Research Centre for Torture Victims / Dr. Inge Kemp Genefke                  | Danemarca                 |                          |
| José Lutzenberger                                                                                             | Brazilia                  |                          |
| John F. Charlewood Turner                                                                                     | Regatul Unit              |                          |
| Sahabat Alam Malaysia / Mohammed Idris, Harrison Ngau, the Penan people                                       | Malaysia                  |                          |
| 1989 |                           |                          |
| Seikatsu Club Consumers' Co-operative Union                                                                   | Japonia                   |                          |
| Melaku Worede                                                                                                 | Ethiopia                  |                          |
| Aklilu Lemma / Legesse Wolde-Yohannes                                                                         | Etiopia                   |                          |
| Survival International                                                                                        | Regatul Unit              |                          |
| 1990 |                           |                          |
| Alice Tepper Marlin / Council on Economic Priorities                                                          | SUA                       |                          |
| Bernard Lédéa Ouedraogo                                                                                       | Burkina Faso              |                          |
| Felicia Langer                                                                                                | Israel                    |                          |
| ATCC (Asociación de Trabajadores Campesinos del Carare)                                                       | Columbia                  |                          |
| 1991 |                           |                          |
| Edward Goldsmith                                                                                              | Regatul Unit              |                          |
| Narmada Bachao Andolan                                                                                        | India                     |                          |
| Bengt Danielsson & Marie-Thérèse Danielsson                                                                   | Polinezia                 |                          |
| Senator Jeton Anjain / the People of Rongelap                                                                 | Marshall Islands          |                          |
| Landless Workers' Movement (Movimento dos Trabalhadores Rurais sem Terra) / CPT (Commissao Pastoral da Terra) | Brazilia                  |                          |
| 1992 |                           |                          |
| Finnish Village Action Movement (Kylätoiminta)                                                                | Finlanda                  |                          |
| Gonoshasthaya Kendra / Zafrullah Chowdhury                                                                    | Bangladesh                |                          |
| Helen Mack | Guatemala                 |                          |
| John Gofman / Alla Yaroshinskaya                                                                              | US / Ucraina              |                          |
| 1993 |                           |                          |
| Arna Mer-Khamis / Îngrijire și învățare                                                                       | Israel                    |                          |
| Organisation of Rural Associations for Progress / Sithembiso Nyoni                                            | Zimbabwe                  |                          |
| Vandana Shiva                                                                                                 | India                     |                          |
| Mary și Carrie Dann din vestul Shoshone Națiune                                                               | America de Nord           |                          |
| 1994 |                           |                          |
| Astrid Lindgren                                                                                               | Suedia                    |                          |
| SERVOL (Serviciu voluntar pentru toți)                                                                        | Trinidad & Tobago         |                          |
| Dr. H. Sudarshan / VGKK (Vivekananda Girijana Kalyana Kendra(for working of soliga tribes in MM hills)        | Karnataka, India          |                          |
| Ken Saro-Wiwa / Movement for the Survival of the Ogoni People                                                 | Ogoniland, Nigeria        |                          |
| 1995 |                           |                          |
| András Biró / Hungarian Foundation for Self-Reliance                                                          | Ungaria                   |                          |
| Serb Civic Council                                                                                            | Bosnia și Herțegovina     |                          |
| Carmel Budiardjo / TAPOL                                                                                      | Indonezia / Regatul Unit  |                          |
| Sulak Sivaraksa                                                                                               | Thailanda                 |                          |
| 1996 |                           |                          |
| Herman Daly                                                                                                   | SUA                       |                          |
| Committee of Soldiers' Mothers of Russia                                                                      | Rusia                     |                          |
| People's Science Movement of Kerala (Kerala Sasthra Sahithya Parishad)                                        | India                     |                          |
| George Vithoulkas                                                                                             | Grecia                    |                          |
| 1997 |                           |                          |
| Joseph Ki-Zerbo                                                                                               | Burkina Faso              |                          |
| Jinzaburo Takagi                                                                                              | Japonia                   |                          |
| Mycle Schneider                                                                                               | Franța                    |                          |
| Michael Succow                                                                                                | Germania                  |                          |
| Cindy Duehring                                                                                                | SUA                       |                          |
| 1998 |                           |                          |
| International Baby Food Action Network                                                                        |                           |                          |
| Samuel Epstein                                                                                                | SUA                       |                          |
| Juan Pablo Orrego                                                                                             | Chile                     |                          |
| Katarina Kruhonja / Vesna Terselic                                                                            | Croația                   |                          |
| 1999 |                           |                          |
| Hermann Scheer                                                                                                | Germania                  |                          |
| Juan Garcés                                                                                                   | Spania                    |                          |
| COAMA (Consolidation of the Amazon Region)                                                                    | Columbia                  |                          |
| Grupo de Agricultura Orgánica                                                                                 | Cuba                      |                          |
| 2000 |                           |                          |
| Tewolde Berhan Gebre Egziabher                                                                                | Etiopia                   |                          |
| Munir | Indonezia                 |                          |
| Birsel Lemke                                                                                                  | Turcia                    |                          |
| Wes Jackson                                                                                                   | SUA                       |                          |
| 2001 |                           |                          |
| José Antonio Abreu                                                                                            | Venezuela                 |                          |
| Gush Shalom / Rachel și Uri Avnery                                                                            | Israel                    |                          |
| Leonardo Boff                                                                                                 | Brazilia                  |                          |
| Trident Ploughshares                                                                                          | Regatul Unit              |                          |
| 2002 |                           |                          |
| Martin Green                                                                                                  | Australia                 |                          |
| Kamenge Youth Centre (Centre Jeunes Kamenge)                                                                  | Burundi                   |                          |
| Kvinna Till Kvinna                                                                                            | Suedia                    |                          |
| Martín Almada                                                                                                 | Paraguay                  |                          |
| 2003 |                           |                          |
| David Lange                                                                                                   | Noua Zeelandă             |                          |
| Walden Bello / Nicanor Perlas                                                                                 | Filipine                  |                          |
| Citizens' Coalition for Economic Justice                                                                      | Coreea de Sud             |                          |
| SEKEM, Ibrahim Abouleish                                                                                      | Egipt                     |                          |
| 2004 |                           |                          |
| Swami Agnivesh / Asghar Ali Engineer                                                                          | India                     |                          |
| Memorial Society                                                                                              | Rusia                     |                          |
| Bianca Jagger                                                                                                 | Nicaragua                 |                          |
| Raúl Montenegro                                                                                               | Argentina                 |                          |
| 2005 |                           |                          |
| Maude Barlow, Tony Clarke                                                                                     | Canada                    |                          |
| Irene Fernandez                                                                                               | Malaysia                  |                          |
| Roy Sesana, First People of the Kalahari                                                                      | Botswana                  |                          |
| Francisco Toledo                                                                                              | Mexic                     |                          |
| 2006 |                           |                          |
| Daniel Ellsberg                                                                                               | SUA                       |                          |
| Ruth Manorama                                                                                                 | India                     |                          |
| Chico Whitaker                                                                                                | Brazilia                  |                          |
| International Poetry Festival of Medellín                                                                     | Columbia                  |                          |
| 2007 |                           |                          |
| Christopher Weeramantry                                                                                       | Sri Lanka                 |                          |
| Dekha Ibrahim Abdi                                                                                            | Kenya                     |                          |
| Percy Schmeiser, Louise Schmeiser                                                                             | Canada                    |                          |
| Grameen Shakti                                                                                                | Bangladesh                |                          |
| 2008 |                           |                          |
| Krishnammal Jagannathan, Sankaralingam Jagannathan LAFTI                                                      | India                     |                          |
| Amy Goodman                                                                                                   | SUA                       |                          |
| Asha Haji Elmi                                                                                                | Somalia                   |                          |
| Monika Hauser                                                                                                 | Germania                  |                          |
| 2009 |                           |                          |
| Catherine Hamlin                                                                                              | Australia                 |                          |
| René Ngongo                                                                                                   | Republica Democrată Congo |                          |
| David Suzuki                                                                                                  | Canada                    |                          |
| Alyn Ware | Noua Zeelandă             |                          |
| 2010 |                           |                          |
| Nnimmo Bassey                                                                                                 | Nigeria                   |                          |
| Erwin Kräutler                                                                                                | Austria · Brazilia        |                          |
| Shrikrishna Upadhyay                                                                                          | Nepal                     |                          |
| Physicians for Human Rights                                                                                   | Israel                    |                          |
| 2011 |                           |                          |
| Huang Ming | China                     |                          |
| Jacqueline Moudeina                                                                                           | Ciad                      |                          |
| GRAIN |                           |                          |
| Ina May Gaskin                                                                                                | Statele Unite             |                          |
| 2012 |                           |                          |
| Campaign Against Arms Trade                                                                                   | Statele Unite             |                          |
| Gene Sharp | Statele Unite             |                          |
| tr⁠(Hayrettin Karaca)[Karaca&page=tr&targettitle=tr traduceți]                                                 | Turcia                    |                          |
| Sima Samar | Afghanistan               |                          |
| 2013 |                           |                          |
| Paul Walker                                                                                                   | Statele Unite             |                          |
| Hans Rudolf Herren, Biovision Foundation                                                                      | Elveția                   |                          |
| Raji Sourani                                                                                                  | Gaza                      |                          |
| Denis Mukwege                                                                                                 | Republica Democrată Congo |                          |
| 2014 |                           |                          |
| Bill McKibben, 350.org                                                                                        | Statele Unite             |                          |
| Basil Fernando, AHRC                                                                                          | Hong Kong SAR, China      |                          |
| Asma Jahangir                                                                                                 | Pakistan                  |                          |
| Alan Rusbridger                                                                                               | Regatul Unit              |                          |
| Edward Snowden                                                                                                | Statele Unite             |                          |
| 2015 |                           |                          |
| Sheila Watt-Cloutier                                                                                          | Canada                    |                          |
| Tony deBrum                                                                                                   | Insulele Marshall         |                          |
| Kasha Jacqueline Nabagesera                                                                                   | Uganda                    |                          |
| Gino Strada                                                                                                   | Italia                    |                          |
| 2016 |                           |                          |
| Cumhuriyet | Turcia                    |                          |
| Syrian Civil Defense                                                                                          | Siria                     |                          |
| Mozn Hassan, Nazra for Feminist Studies                                                                       | Egipt                     |                          |
| Svetlana Gannushkina                                                                                          | Rusia                     |                          |
| 2017 |                           |                          |
| Robert Bilott                                                                                                 | Statele Unite             |                          |
| Colin Gonsalves                                                                                               | India                     |                          |
| Khadija Ismayilova                                                                                            | Azerbaidjan               |                          |
| Yetnebersh Nigussie                                                                                           | Etiopia                   |                          |
| 2018 |                           |                          |
| Thelma Aldana, Iván Velásquez                                                                                 | Guatemala Columbia        |                          |
| Yacouba Sawadogo                                                                                              | Burkina Faso              |                          |
| Abdullah al-Hamid, Mohammad Fahad al-Qahtani, Walid Abu al-Chair                                              | Arabia Saudită            |                          |
| Tony Rinaudo                                                                                                  | Australia                 |                          |
| 2019 |                           |                          |
| Greta Thunberg                                                                                                | Suedia                    |                          |
| Aminatou Haidar                                                                                               | Sahara de Vest            |                          |
| Davi Kopenawa Yanomami                                                                                        | Brazilia                  |                          |
| Guo Jianmei                                                                                                   | China                     |                          |
| 2020 |                           |                          |
| Nasrin Sotudeh                                                                                                | Iran                      |                          |
| Bryan Stevenson                                                                                               | SUA                       |                          |
| Lottie Cunningham Wren                                                                                        | Nicaragua                 |                          |
| Ales Bialiațki, Viasna                                                                                        | Belarus                   |                          |
| 2021 |                           |                          |
| Freda Huson                                                                                                   | Canada                    |                          |
| Vladimir Sliviak                                                                                              | Rusia                     |                          |
| Marthe Wandou                                                                                                 | Camerun                   |                          |
| Legal Initiative for Forest and Environment                                                                   | India                     |                          |
| 2022 |                           |                          |
| Oleksandra Matviiciuk, Centre for Civil Liberties                                                             | Ucraina                   |                          |
| Fartuun Adan, Ilwad Elman                                                                                     | Somalia                   |                          |
| Africa Institute for Energy Governance                                                                        | Uganda                    |                          |
| Central Coperativa de Servicios Sociales del Estado Lara                                                      | Venezuela                 |                          |